# Can Roger (Maçanet de Cabrenys)
Can Roger és una casa de Maçanet de Cabrenys (Alt Empordà) inclosa a l'Inventari del Patrimoni Arquitectònic de Catalunya.

## Descripció
Edifici entre mitgeres situat a prop del centre del poble, cantoner. Consta de planta baixa i dos pisos, tot i que a sobre del pis superior se n'ha creat un altre en època contemporània. Aquest edifici ja estat restaurat recentment, fet que ha comportat el tancament de les obertures originals, que encara es poden veure tot i que tapiades, i l'obertura de noves que intenten imitar l'estil de les anteriors. Tot i això mantenim alguns elelements originals, com el paredat de pedra, i sobretot, les portes d'accés, ambdues carreuades.